# John Canton
John Canton (Stroud, 31 luglio 1718 – Londra, 22 marzo 1772) è stato un fisico britannico.
Membro della Royal Society, scoprì che le nubi potevano avere una carica elettrica e studiò la bottiglia di Leida.
Nel 1751 e nel 1764 vinse la medaglia Copley.